# Go Go Go (chanson)
Go Go Go, chanson également appelée Down the Line, sort en mai 1956. Il s'agit de la première chanson écrite par Roy Orbison. Elle est reprise par Jerry Lee Lewis, en face B du single Breathless sous le titre Down the line (Sun 288).

## Autres reprises
- Ricky Nelson sur l'album  Ricky Nelson (en) (1958)

## Source de la traduction
- (en) Cet article est partiellement ou en totalité issu de l’article de Wikipédia en anglais intitulé « Go Go Go (Roy Orbison song) » (voir la liste des auteurs).